# 木村真珠美
木村真珠美（きむら　ますみ、1986年10月31日 - ）は群馬県出身の、ラジオパーソナリティー。主にエフエムラジオ新潟の番組に出演している。

## 出演番組
- Smile Crew
- BEAT OF LOTS SATURDAY
- カラオケHEART LAND Break Spot
- BEAT OF LOTS SUNDAY
- 長岡造形大学 presents トレンド リサーチ